# Republica Sovietică Socialistă Turkmenă
Republica Sovietică Socialistă Turkmenă, prescurtat: RSS Turkmenă (în turkmenă Türkmienistan Soviet Socialistik Riespublikasy) a fost o republică constituentă a Uniunii Sovietice până în 1991, când și-a proclamat independența sub numele de Turkmenistan. A fost constituită pentru prima dată pe 7 august 1921 ca Regiunea Turkmenă a RSSA Turkestan. Pe 13 mai 1925 a fost transformată în RSS Turkmenă și a devenit o republică separată în cadrul URSS-ului. Pe 27 octombrie 1991, țara și-a proclamat independența și a fost redenumită Republica Turkmenistan.

## Limbi oficiale
Limbile oficiale, în RSS Turkmenă, erau limba turkmenă și limba rusă.

## Moneda oficială
Ca în toate republicile unionale, în Republica Sovietică Socialistă Turkmenă, moneda oficială era rubla sovietică, divizată în 100 de copeici. Denumirea locală a rublei sovietice era manat. Bancnotele emise în ruble sovietice aveau gravate denumirile acestei monede în fiecare din limbile oficiale ale republicilor unionale.

### Etimologii
La început „rubla” era o bucată dintr-un lingou de argint. Cuvântul rublă este derivat din verbul din rusă рубить, (pronunțat [rubit']: „a tăia o bucată”).
Cuvântul manat este un împrumut turkmen din limba rusă: mонета, pronunțat [man'eta], care semnifică „monedă metalică”, „mărunțiș”.. La rândul său, cuvântul rusesc mонета provine din latină moneta, eventual prin intermediul italian, moneta.
Cuvântul copeică este un derivat al cuvântului rusă копьё, pronunțat [kapió]: „suliță”. Primele monede cu valoarea unei sutimi de rublă, care au fost bătute de Cnezatul Moscovei, după cucerirea Novgorodului în 1478, aveau gravate pe o față stema moscovită – Sfântul Gheorghe ucigând balaurul cu o suliță. Copeicile rusești emise după destrămarea Uniunii Sovietice folosesc și ele această simbolistică.